# Susanne Melior
Susanne Melior (Havelberg, 1 de setembro de 1958) é uma bióloga e política alemã que foi membro do Parlamento Europeu (MEP) de 2014 a 2019. Ela é membro do Partido Social Democrata, parte do Partido dos Socialistas Europeus.

## Carreira política
Como membro do Parlamento Europeu, Melior serviu na Comissão do Ambiente, da Saúde Pública e da Segurança Alimentar (2014-2019) e na delegação do Parlamento à Comissão Parlamentar de Estabilização e Associação UE-Albânia (2014-2019). Para além das suas atribuições nas comissões, foi membro do Intergrupo do Parlamento Europeu para o Bem-estar e a Conservação dos Animais.
Em junho de 2018, Melior anunciou que não se candidataria às eleições europeias de 2019, mas renunciaria à política activa até ao final da legislatura.

## Outras actividades
- Instituto Max Planck de Fisiologia Molecular de Plantas, Membro do Conselho de Curadores[4]